# ريتشارد ستولمن
ريتشارد ماثيو ستالمان (بالإنجليزية: Richard Matthew Stallman) (ولد 16 مارس 1953)، يختصر اسمه عادة بـ RMS، هو مبرمج وعالم حاسوب وثوري أمريكي في مجال حرية البرمجيات في سبتمبر 1983، أطلق مشروع جنو  لإنشاء نظام تشغيل شبيه بيونكس لكنه نظام حر، وكان يشغل منصب المنظم وكبير مهندسي المشروع. وكان إطلاقه لمشروع جنو هو بداية حركة البرمجيات الحرة؛ وفي شهر أكتوبر 1985 أنشأ مؤسسة البرمجيات الحرة (FSF).
لقد كان ستالمان من طلائع من رفعوا مبدأ (copyleft)، وهو مبدأ يحاول معالجة جور حقوق النسخ واحتكاراتها، وهو المؤلف الرئيس لعدد من الرخص الحرّة مثل رخصة جنو العمومية؛ وهي الرخصة الحرة الأوسع استخداما في البرمجيات. منذ أواسط عقد التسعينات من القرن العشرين، قضى ستالمان معظم وقته لمناصرة البرمجيات الحرّة، بالإضافة إلى حملات ضد براءات الاختراع بالبرمجيات وما يراه على أنه تعميم مفرط لقوانين حقوق النسخ، كذلك طوّر ستالمان عددًا من البرامج الواسعة الاستخدام، من ضمنها محرر إيماكس الأصلي، تجميعة مصرفات جنو، ومتتبع جنو، والعديد من الأدوات في حزمة أدوات جنو الأساسية.[بحاجة لمصدر] كما شارك في تأسيس اتحاد البرمجة الحرة في عام 1989.

## سنواته الأولى
وُلِد ستالمان لأبيه دانيال ستالمان وأمه أليس ليببمان، عام 1953 في مدينة نيو يورك. وكانت أول تجربه له مع الحاسوب عندما كان لا يزال في مرحلة دراسته الثانوية في مركز أي بي إم نيويورك العلمي. حيث حصل على وظيفه خلال الصيف ليكتب برنامجًا للتحليل الرياضياتي بلغة فورتران. أنهى ستالمان المهمة في بضع أسابيع وقضى بقية الصيف في كتابة محرر نصوص بلغة إيه بي إل. أما الصيف اللاحق لتخرجه من المدرسة الثانوية فأمضاه ستالمان في كتابة معالج تمهيدي للغة PL/I لأنظمة أي بي إم System/360.
في تلك الأثناء، كان ستالمان أيضا متطوعًا كمساعد مختبر في دائرة الأحياء في جامعة روكفيلير. وبالرغم من أن مستقبله المهني كان قد بدأ يتوضح في مجال الرياضيات أو الفيزياء، إلا أن البروفسور الذي كان يدرسه في جامعة روكفيلير إعتقد أنَّ لديه مستقبلًا باهرًا كعالم أحياء.
كطالب في سنته الأولى في جامعة هارفرد، عُرف ستالمان لأداءه المتميز في مساق الرياضيات Math 55.[بحاجة لمصدر] وفي عام 1971 أصبح مبرمجا في مختبرات معهد ماساتشوستس التقني للذكاء الاصطناعي، وأصبح جزءًا من مجتمع الهاكرز، حيث كان يعرف بالأحرف الأولى لإسمه (rms) والذي كان يسمي به حساباته على الأجهزة. في النسخة الأولى من كتاب «قاموس الهاكرز»، كتب ريتشارد ستالمان ""ريتشارد ستالمان«هو اسمي الدنيوي الممل؛ يمكنكم تسميتي بـRMS»  تخرج ستالمان من جامعة هارفارد حاصلًا على درجة البكالوريوس في الفيزياء عام 1974.
التحق بعدها ستالمان بالدراسات العليا في جامعة ماساشوستس كدارس للفيزياء، لكنه آثر وضع جل وقته في البرمجة في مختبرات الذكاء الاإصطناعي وبالتالي ترك دراسته العليا. وآثر البرمجة على درجة الدكتوراة في الفيزياء.
في حين كان يدرس كطالب دراسات عليا في جامعة ماساشوستس التقنية، نشر ستالمان بحثًا حول الذكاء الإصطناعي truth maintenance system بعنوان dependency-directed backtracking with جيرالد جاي سوسمان. كان هذا البحث أحد الأعمال المبكرة حول موضوع intelligent backtracking في
constraint satisfaction problems. وحتى اليوم تعتبر تقنية ستالمان وسوسمان (sussman) هي أكثر الأشكال عمومية وقوة من intelligent backtracking. تقنية constraint recording ‏، حيث نتائج جزئية من بحث يتم تخزينها لاستخدامها لاحقا، تم تقديمها في ذلك البحث أيضا.
كهاكر في مختبرات MIT للذكاء الاصطناعي، عمل ستالمان على مشاريع مثل TECO والمحرر Emacs ونظام تشغيل Lisp Machine. كما أصبح منتقدا حادًا لقيود استخدام أجهزة المختبر، والذي كان آنذاك ممولا من وكالة مشاريع الأبحاث الدفاعية المتقدمة. فعندما استخدمت ال MIT نظام كلمات المرور لتحديد من يستخدم أجهزة المختبر، وجد ستالمان طريقة لفك التعمية عن كلمات المرور وأرسل للمستخدمين كلمات مرورهم بالبريد الإلكتروني مرفقة باقتراح بتغييرها إلى كلمة مرور فارغة، وذلك لإعادة إمكانية الدخول للجميع دون الحاجة إلى كلمة مرور. عمل حوالي 20% من المستخدمين بنصيحته وقتها. وبالرغم من استخدام كلمات المرور ساد في النهاية. إلا أن ستالمان تفاخر بنجاح تلك الحملة لسنوات تلت.

## اضمحلال ثقافة الهاكرز في الMIT
في نهاية عقد السبعينات وبداية الثمانيات من القرن العشرين، بدأت ثقافة الهاكرز التي ازدهر فيها ستالمان بالانقسام. وليمنع منتجوا البرمجيات استخدام برامجهم على أجهزة منافسيهم، قام معظم منتجي البرمجيات بالتوقف عن توزيع الشيفرة المصدرية وبدأوا باستخدام حقوق النسخ وتراخيص تحديدية لوضع حدود أو حتى منع النسخ وإعادة التوزيع. مثل هذا التوجه كان موجودا سابقًا، وأضحى من الواضح أنه سيصبح الشكل السائد. هذا التغير في الصفات القانونية للبرامج يمكن اعتباره كنتيجة لما أفرزه قانون الولايات المتحدة الأمريكية لحقوق النسخ عام 1976، كما صرّح زميل ستالمان في الMIT برويستر كاهل.
عندما قام برايان ريد عام 1979 بتطبيق «القنابل الزمنية» (الإيقاف لعمل البرنامج بعد فترة من الزمن إن لم يكن مرخصًا) في برنامج Scribe لتحرير النصوص، اعتبره ستالمان «جريمة ضد الإنسانية» وأوضح بعدها بسنوات بأن تحديد حرية المستخدم هي التي يعتقد أنها جريمة، وليس فرض رسوم ثمنا للبرامج.
في عام 1980، منع ستالمان وهاكرز آخرون من الاطلاع على شيفرة المصدر لبرنامج طابعة الليزر المثبتة حديثا هناك، Xerox 9700. عدّل ستالمان برمجية طابعة الليزر السابقة (XGP Xerograhpics)، بحيث ترسل رسالة في البريد الإلكتروني للمستخدم عندما تتم مهمة طباعة له أو لها، ويعلم كل المستخدمين الوالجين للنظام المنتظرين لانتهاء مهام الطباعة خاصتهم إن علقت الطابعة لسبب ما. عدم القدرة على إضافة تلك الإمكانيات للطابعة الجديدة كان إزعاجا كبيرا، حيث أن الطابعة كانت في طابق يختلف عن ذلك الذي يتواجد فيه معظم المستخدمين. أقنعت هذه التجربة ستالمان بحاجة الناس لأن يكون لديهم الحرية لتعديل البرامج التي يستخدمونها.
أنشأ ريتشارد جرينبلات، وهو هاكر آخر في مختبرات الذكاء الصناعي، شركة آلة ليسب Lisp Machines, Inc. لتسويق نظام تشغيل Lisp machine، والذي قام بتصميمه مع توم نايت في المختبر. رفض جرينبلات الاستثمار الخارجي، مقتنعا بأن عوائد بناء وإعداد وبيع بضع أجهزة سيكون مربحًا ويمكن إعادة استثماره لنمو الشركة. في المقابل، شعر الهاكرز الآخرون بأن الاستثمار برأس مال خارجي سيكون أفضل. بسبب عدم التوافق على الاستثمار الخارجي من عدمه، قام مجموعة الهاكرز من مؤيدي التوجه الثاني بإنشاء Symblics، بمساعدة روس نوفتسكير، أحد مدراء مختبرات الذكاء الاصطناعي. وظَّفت Symblics معظم الهاكرز المتبقين ومن ضمنهم بيل جوسبر الذي ترك مختبر الذكاء الصناعي آنذاك. كما أن Sybolics أجبرت جرينبلات على الاستقالة بالإشارة إلى سياسات الـMIT. في حين أن كلا الشركتين أنتجت برمجيات متملكة، إلا أن ستالمان كان يعتقد أن الشركة الأولى وعلى عكس الشركة الثانية، حاولت عدم الإضرار بمجتمع المختبر. ولعامين، منذ 1982 وحتى نهاية 1983، عمل ستالمان بنفسه على استنساخ مخرجات برامج Symbolics، بهدف منعهم من الحصول على احتكار لأجهزة المختبر.
يجادل ستالمان بأنه يجب أن يكون لدى مستخدمي البرامج الحريّة لمشاركتها مع الآخرين، وأن يكون بإمكانهم دراسة وعمل التعديلات على البرامج التي يستخدمونها. ويؤكد أن محاولات شركات البرمجيات المملوكة منع ذلك هي ممارسة لا مجتمعية ولا أخلاقية. تنسب عبارة «البرامج تريد أن تكون حرة» تنسب إليه خطأً، ويقول ستالمان أنها سوء صياغة لفلسفته. ويجادل أن الحرية ضرورية وحيوية لأجل المستخدمين والمجتمع كقيمة أخلاقية، وليس لأسباب عملية وحسب مثل إمكانية بناء وتطوير برمجيات أفضل ومتفوقة.
في شهر فبراير من عام 1984، ترك ستالمان عمله في الـMIT ليعمل بدوام كامل على مشروع جنو، الذي أعلن عنه في شهر سبتمبر 1983.

## مشروع جنو

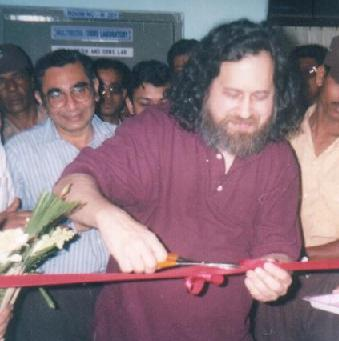
ريتشارد ستالمان يفتتح مجموعة مستخدمي GNU/Linux ، في 19 فبراير 2003

أعلن ستولمان الخطة المقررة لنظام التشغيل جنو في سبتمبر 1983 على عدة قوائم بريدية لـARPNET وUsenet.
في 1985، نشر ستالمان «بيان جنو»، والذي وضع الخطوط العريضة للدوافع وراء إنشاء نظام تشغيل حر إسمه جنو والذي سيكون متوافقا مع نظام يونكس. والاسم سيكون اختصارًا تكراريًا ل«جنو ليس يونكس» (GNU Not Unix). بعد ذلك بوقت قصير، بدأ شركة لا ربحية إسمها مؤسسة البرمجيات الحرة لتوظيف مبرمجين وتوفير بنية تحتية قانونية لحركة البرمجيات الحرة. ستالمان هو رئيس مؤسسة البرمجيات الحرة (دون حصوله على راتب) والتي هي مؤسسة غير ربحية تحت البند منظمة 501 وجدت في ماساشوستس.
أشاع نشاط ستالمان شعبية مبدا حقوق متروكة، كآلية قانونية لحماية حقوق التعديل وإعادة التوزيع للبرمجيات الحرة. وتم تطبيقها لأول مرة ضمن رخصة جنو إيماكس العامّة، وفي عام 1989 صدرت أول رخصة غير محددة لبرنامج معين هي رخصة جنو العامّة أو GPL. وبحلول ذلك الوقت، كان جزء لا بأس به من نظام جنو قد تمّ فعلا. وكان ستالمان شارك في العديد من الأدوات الضرورية، من ضمنها محرر النصوص Emacs، مُصرّف GCC ومصحح gdb وبرنامج البناء التلقائي gmake. الاستثناء الواضح كان النواة. في عام 1990، بدأ أعضاء في مشروع جنو بناء نواة اسمها جنو هيرد، والتي لا زالت تحتاج للوصول إلى درجة من النضوج للاستخدام على نطاق واسع.
في عام 1991، قام طالب فنلندي هو لينوس تورفالدز باستخدام أدوات جنو لإنتاج نواة لينكس. الأدوات الموجودة من مشروع جنو كانت جاهزة للعمل على المنصة التي نتجت؛ معظم المصادر تشير بالاسم لينكس لنظام التشغيل العام الاستخدام الذي نشأ. وكان هذا محط جدال طويل في مجتمع البرمجيات الحرة. يجادل ستالمان أن عدم استخدام جنو في الاسم هو سخرية غير عادلة من قيمة الدور الذي لعبه مشروع جنو، ويضر باستدامة حركة البرمجيات الحرة عبر كسر العلاقة بين البرمجيات وفلسفة البرمجيات الحرة لمشروع جنو.
تأثير ستالمان على ثقافة الهاكرز يصل إلى الاسم POSIX ومحرر النصوص Emacs. ففي أنظمة يونكس، تنافست شعبية المحرر جنو إيماكس مع محرر نصوص آخر هو vi، مولدا ما عرف بحرب محررات النصوص. أخذ ستالمان لنفسه لقب آغنوسيوس (IGNUcuius) كنيسة إيماكس من باب الدعابة، مستخدما اسمه شبيه بأسماء القديسين مشيرا إلى تقديمه لمحرر نصوص جديد كأنه تبشير بذلك المحرر أمام آخرون يتعاملون مع استخدامهم للمحرارات النصية بشكل أقرب للعقائدي. ومسلِّما بأنَ vi هو محرر الشيطان، بينما استخدام نسخة حرّة من المحرر vi لا يعتبر خطيئة، بل يعتبر كفارة، مشيرا ثانية إلى أن النقطة الأساسية بالنسبة له هي كون البرمجيات حرة أم لا.
في حدود عام 1992، كان مطورون يعملون في شركة Lucid Inc. يعملون باستخدام محرر النصوص Emacs اختلفوا مع ستالمان وخرجوا في النهاية بنسخة مشتقة من Emacs عرفت لاحقا باسم XEmacs. شخّص الصحافي في مجال التقنية آندرو ليونارد ذلك بما رآه عناد ستالمان الرافض للتسويات على أنه شائع بين نخبة مبرمجي الحاسوب:

## نشاط البرمجيات الحرة

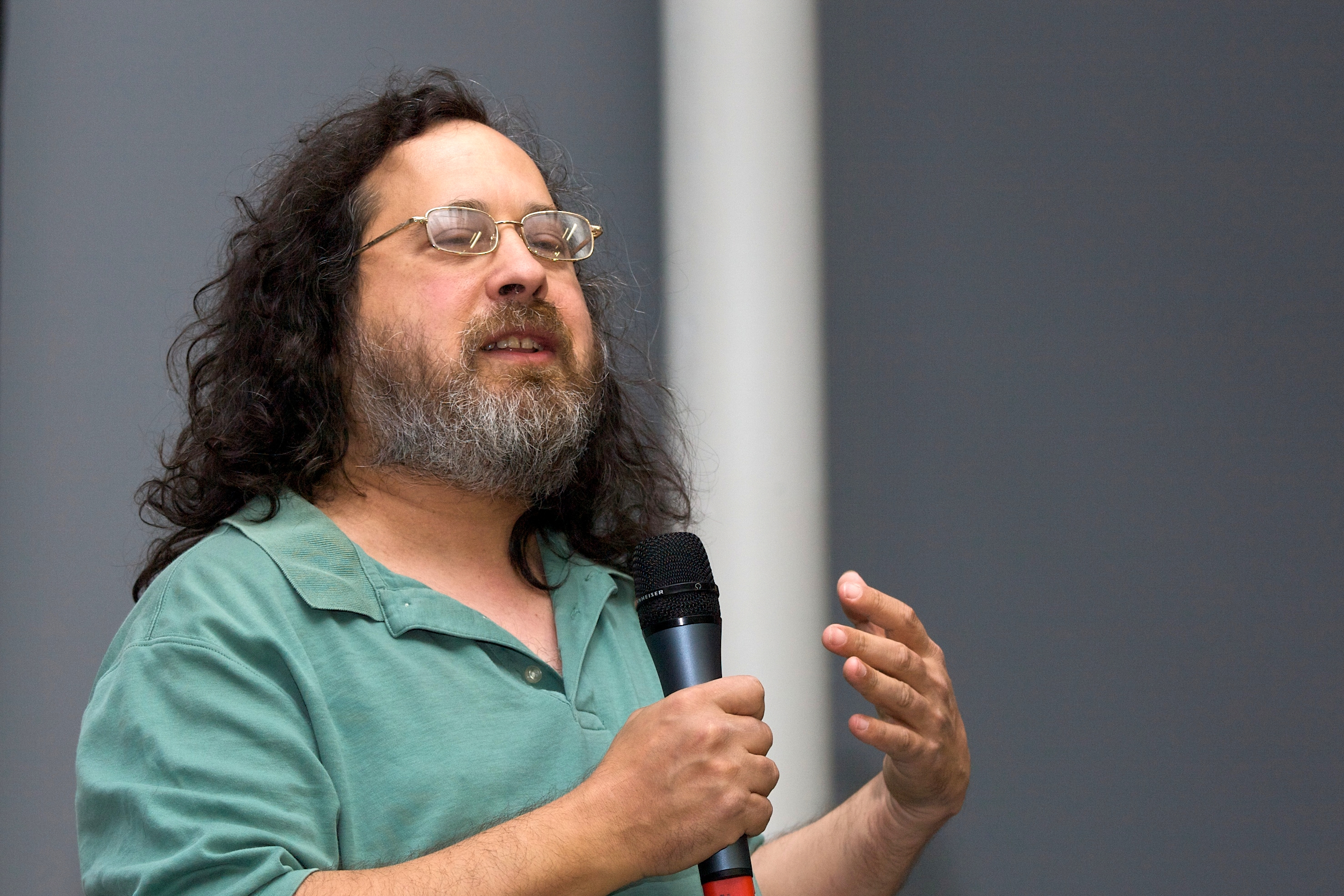
ستالمان يلقي محاضرة حول "البرمجيات الحرة وحريتك" في biennale du design of Saint Etienne (2008)

كتب ستالمان العديد من المقالات حول حرية البرمجيات منذ بدايات تسعينات القرن المنصرم وكان مناضلا سياسيا مفوها لأجل حركة البرمجيات الحرة. الخطابات التي ألقاها بشكل معتاد كانت معنونة ب«مشروع جنو وحرية البرمجيات الحرة»، مخاطر براءات الاختراعات في البرمجيات، وحقوق النسخ والمجتمع في عصر شبكات الحاسوب. موقفه اللامتنازل تجاه القضايا الأخلاقية فيما يخص الحاسوب والبرمجيات أدى بأن يوصف من قبل البعض بالراديكالي (المتطرف) والمتشدد. في الأعوام 2006 و2007، وخلال فترة الاستشارة العامّة لمسودة النسخة الثالثة من رخصة جنو العام GPL والتي امتدت لثمانية عشر شهرا، أضاف موضوعا رابعا يوضح فيه الهدف من التغييرات.
سعى ستالمان للحصول على مناصرة للبرمجيات الحرة أوحى له ب ريتشارد ستالمان الافتراضي (Virtual Richard M. Stallman (في ار ام اس))، برنامج يحلل الحزم المثبتة على نظام ديبيان جنو/لينكس، ويخبّر عن تلك الحزم الآتية من مصادر غير حرّة. لكن يختلف ستالمان مع أجزاء من تعريف دبيان للبرمجيات الحرة 
في عام 1999 دعا ستالمان لتطوير موسوعة على الشبكة عبر دعوة العموم للمشاركة في كتابة المقالات. انظر غنوبيديا.
في فتزويلا، ألقى ستالمان خطابا عاما وروّج تبني البرمجيات الحرة في شركة النفط المملوكة للدولة (شركة النفط الوطنية الفنزويلية)، في الإدارات البلدية، في الجيش. وبالرغم من الدعم العام لهوغو شافيز، إلا أنه انتقد بعض السياسات في بث تلفزيوني، حول حقوق حرية التعبيير، وكذلك في لقاء خاص مع شافيز وفي خطابات عامّة في فنزويلا. كان ستالمان في المجلس الاستشاري لمحطة التلفزيون لأمريكا اللاتينية منذ انطلاقها لكنه استقال في فبراير 2011 منتقدا سياسات الدعاية المؤيدة للقذافي خلال الثورات في شمال أفريقيا.
في أغسطس 2006 وخلال لقاءه مع الحكومة ولاية كيرالا الهندية، أقنع المسؤولين بالتخلي عن البرمجيات المملوكة، مثل مايكروسوفت في المدارس الحكومية. أدى ذلك في قرار تاريخي بتحويل نظام التشغيل المستخدم في 12500 مدرسة من أنظمة مايكروسوفت ويندوز إلى نظم تشغيل حرّة.
بعد لقاء خاص، حصل ستالمان على تصريحات إيجابية حول حركة البرمجيات الحرّة من رئيس الهند في ذلك الوقت، د. عبدول كلام، French 2007 presidential candidate سيغولين رويال، ومن رئيس الإكوادور رفائيل كوريا.
شارك ستالمان في مظاهرات حول الملكية الفكرية للبرمجيات، إدارة الحقوق الرقمية، والبرمجيات المملوكة.
وفي تظاهرة ضد البرمجيات المملوكة في 2006، حمل ستالمان يافطة كتب عليها «لا تشتروا من ATI، عدوة حريتكم» خلال خطاب ممثل لATI في البناية التي يعمل فيها ستالمان، مما أدى إلى دعوة الشرطة. لاحقا تم دمج بين شركة ATI وشركة AMD وأخذت مذّاك خطوات نحو جعل توثيق العتاد متوفرا للاستخدام من قبل مجتمع البرمجيات الحرّة.
كذلك ساعد ستالمان ودعم مشروع مشروع مكتبة الموسيقى الدولية في العودة إلى شبكة الإنترنت، بعد أن تم إقفالها في أكتوبر 2007 بعد رسالة cease and desist من Universal Edition.
حاسوب ستالمان الوحيد هو حاسوب محمول من Lemote Yeeloong (ويعمل بمعالج Loongson من ذات الشركة) والذي اختاره لأنه يمكنّه من استخدام برمجيات حرّة حتى على مستوى نظام الإدخال والإخراج الأساسي بيوس، مؤكدا موقفه بقوله «الحرية هي أولويتي، لقد ناضلت من أجل الحرية منذ 1983، ولن اسلّم تلك الحرية لأجل جهاز حاسوب أكثر راحة» ليموت هو مشروع مشترك بين معهد تكنولوجيا الحوسبة التابع ل أكاديمية العلوم الصينية، مؤسسة تابعة لمجلس الدولة الصينية.
يقول ستالمان أن حكومة الولايات الأمريكية المتحدة تشجّع استخدام الحوسبة الغمامية لأنها تسمح لهم بالوصول إلى بيانات المستخدمين دون الحاجة إلى مذكرة تفتيش.

## مصطلحات

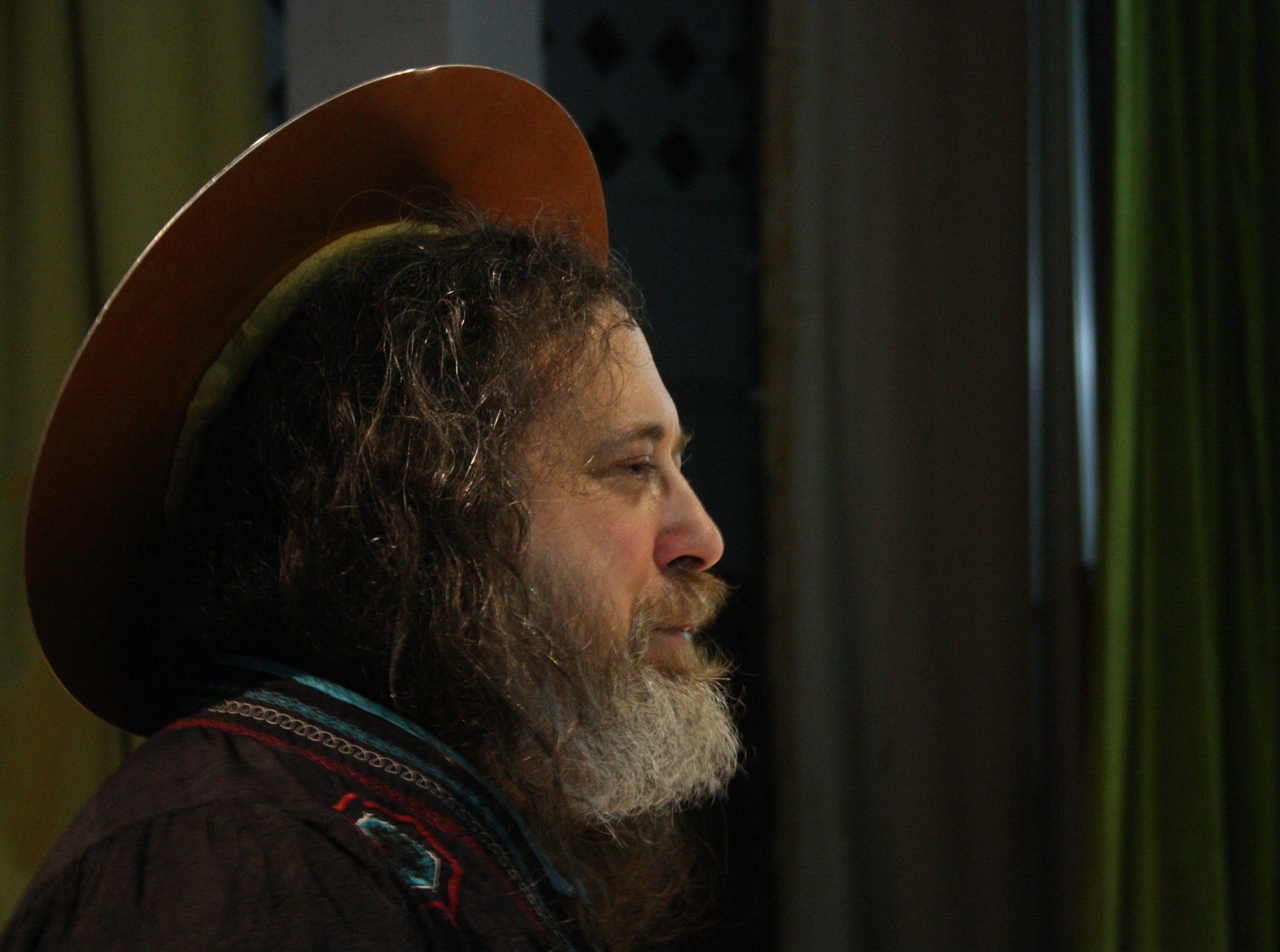
ستولمن يرتدي قبّعة القديس اغنيسيوس خلال محاضرة بمدينة المنستير في تونس سنة 2012

يركز ستالمان كثيرا على الكلمات والأوصاف التي يستخدمها الناس عند الحديث عن العالم، بما في ذلك العلاقة بين الحرية والبرمجيات. فهو لا يكل من الطلب من الناس أن يقولوا برمجيات حرة وجنو/لينكس، وأن يتجنبوا مصطلحات «الملكية الفكرية» والقرصنة (في سياق الحديث عن حقوق النسخ). ويطلب أن يستخدم الناس مصطلحات معينة، وجهوده المستمرة لإقناع الناس بأهمية المصطلحات مصدر دائم لسوء التفاهم والاحتكاكات ضمن أجزاء من مجتمع البرمجيات الحرّة ومجتمع المصادر المفتوحة.
أحد المعايير لمقابلته لصحفي هو أن يوافق الصحفي على استخدام مصطلحاته في كامل المقال. حتى أنه قد طلب من الصحافيين أن يقرؤوا أجزاء من فلسفة جنو قبل المقابلة، لأجل «الفعّالية».[بحاجة لمصدر] وعرف عنه أنه رفض طلبات لأن يحاضر بسبب بعض الخلافات على المصطلحات.

## العرفان والتقدير
حاز ستالمان على العديد من الجوائز والتكريمات تقديراً له على أعماله، ومن بينها:
- 1986: عضوية شرفية لمدى الحياة في جامعة شالمر للتكنولوجيا فرع علم الحاسوب.
- 1990: جائزة جريس موراي هوبر «لعمله الإبداعي في تطوير برنامج إيماكس».
- 1996: دكتوراه فخرية من المعهد الملكي للتكنولوجيا في السويد.
- 1998: جائزة الإبداع من مؤسسة الجبهة الإلكترونية.
- 1999: جائزة يوري روبينسكي التذكارية.
- 2001: دكتوراه فخرية من جامعة غلاسكو.
- 2002: عضوية الأكاديمية الوطنية للهندسة.
- 2007: دكتوراه فخرية من جامعة بافيا.
- 2009: دكتوراه فخرية من جامعة ليكهيد.
- 2011: دكتوراه فخرية من جامعة قرطبة الوطنية.
- 2012: الأستاذية الفخرية من جامعة سيزار في البيرو.
- 2012: دكتوراه فخرية من جامعة خوسي فوستينو سانشيز كاريون في البيرو.
- 2014: دكتوراه فخرية من جامعة كونكورديا في مونتريال.
- 2015: جائزة رابطة مكائن الحوسبة لنظم البرمجيات «لتطوير وقيادة تجميعة مصرفات جنو».